# Massasoit
Massasoit (* um 1580; † 1662) war Obersachem der Wampanoag, deren Wohngebiet im Südosten des heutigen US-Bundesstaates Massachusetts lag. Massasoit war ein Titel, sein wirklicher Name lautete Wasamegin und bedeutet Gelbe Feder. Obwohl er vor 1621 in keinem englischen Bericht erwähnt wird, waren er und sein Bruder Quadequina zweifellos die beiden Könige, begleitet von 50 bewaffneten Kriegern, auf die Kapitän Thomas Dermer in Pokanoket im Mai 1619 traf, als er den als Sklaven verschleppten Squanto oder Tisquantum zurück in seine Heimat brachte.

## Die Pilgerväter
Am 22. März 1621 besuchte Massasoit auf Anregung Squantos die im Jahr zuvor errichtete Siedlung der Pilgerväter. In einem nahezu identischen Szenario wie beim Besuch von Kapitän Thomas Dermer im Jahr zuvor, standen Massasoit und sein Bruder, dieses Mal mit 60 bewaffneten Kriegern, auf einem Hügel und blickten auf die junge Kolonie. Man schickte ihm Edward Winslow entgegen, der einige Messer und eine kupferne, mit Juwelen besetzte Amtskette als Geschenk überreichen sollte. Massasoit wurde übermittelt, dass die Pilgerväter ausschließlich an friedlichem Handel interessiert seien. Außerdem überbrachte Edward Winslow Grüße von König James I. von England, der Massasoit als Freund und Alliierten betrachtete. Massasoit hörte das gern, denn die Engländer schienen mächtige Verbündete gegen seine Feinde in der Region zu sein, besonders gegen die Narraganset im Westen.

## Der Friedensvertrag

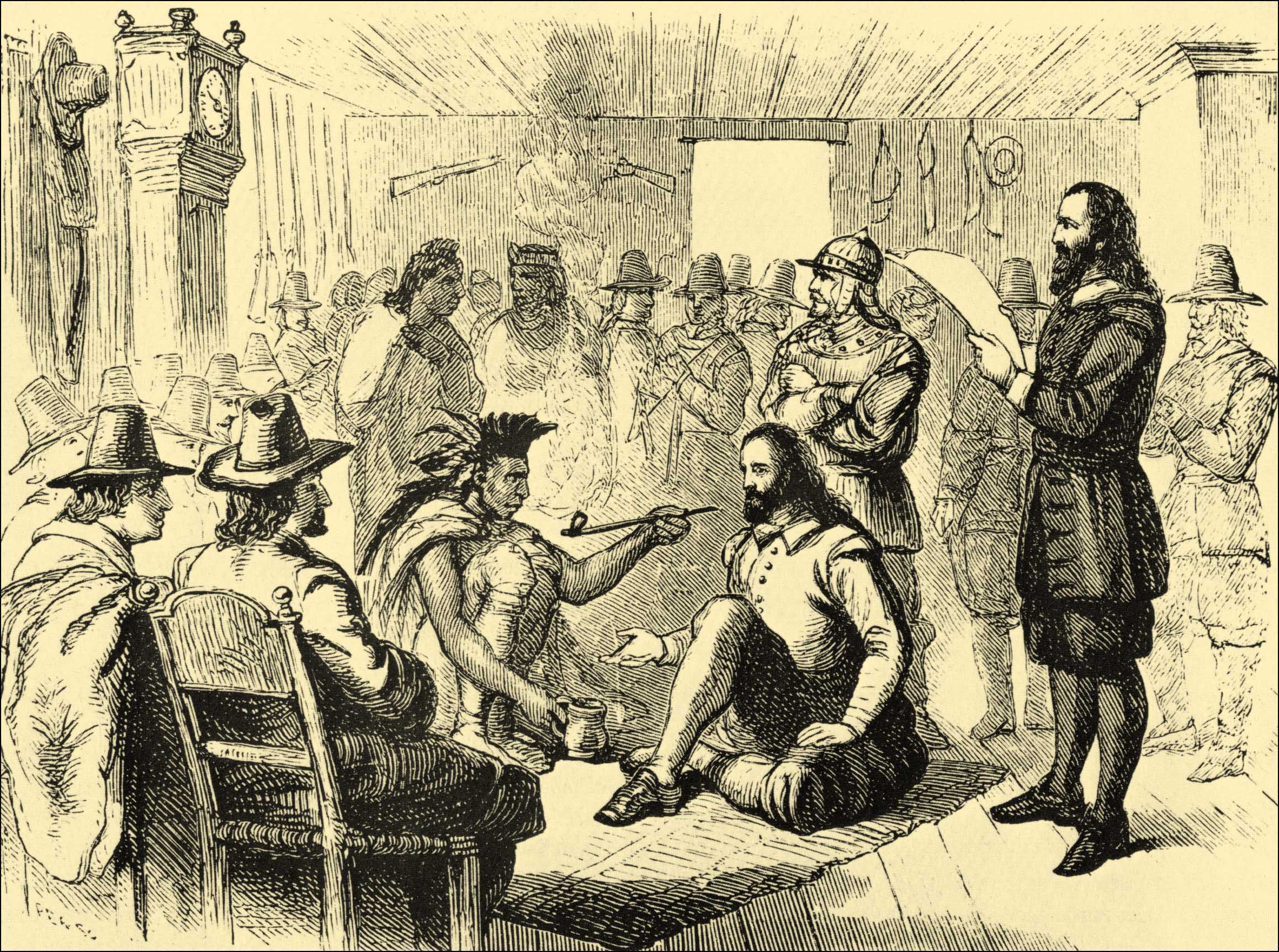
Massasoit und Gouverneur John Carver rauchen eine Friedenspfeife

Bei den nun folgenden Vertragsverhandlungen traf Massasoit mit Captain Myles Standish und William Brewster am Fluss zusammen. Sie begrüßten sich feierlich und gingen gemeinsam zu William Bradfords Haus, wo sie Gouverneur John Carver schon erwartete. Nachdem man Massasoit mit frischem Fleisch und Alkohol bewirtet hatte, wurden die Vertragsbedingungen verhandelt. Massasoit versprach, dass kein Indianer die Pilgerväter belästigen würde, falls aber doch, sollte der Übeltäter den Engländern zur Bestrafung übergeben werden. Wenn eine der beiden Parteien von einer dritten angegriffen würde, sollten sie sich gegenseitig beistehen. Sie vereinbarten außerdem, dass beim Handeln weder die Indianer noch die Engländer Waffen tragen durften.
Massasoit wurde 1621 von Edward Winslow folgendermaßen beschrieben:
Er ist ein sehr kraftvoller Mann in seinen besten Jahren, mit einem gesunden Körper, von vornehmer Haltung und sparsam in der Rede. In seiner Kleidung unterscheidet er sich wenig oder gar nicht von seinem Gefolge, mit Ausnahme einer breiten Kette aus weißen Knochen um seinen Hals. Hinter seinem Nacken trägt er einen kleinen Tabaksbeutel, aus dem er uns Tabak anbietet und dann selbst davon Gebrauch macht. Sein Gesicht ist mit einem satten Rot wie eine Maulbeere bemalt und Kopf und Gesicht sind eingeölt, so dass er vom Fett glänzt. Auch seine Begleiter sehen ähnlich aus, die Gesichter sind ganz oder teilweise bemalt, einige in Schwarz, andere in Rot, Gelb oder Weiß. Einige sind mit Kreuzen und anderen Ornamenten verziert, einige tragen Felle und andere sind nackt, alle aber sind von kräftiger, großer Statur und vorzüglicher Erscheinung ... Massasoit hat vor seiner Brust ein großes, langes Messer, das an einer Schnur befestigt ist. Er bewundert unsere Trompete sehr und einige seiner Leute versuchen, ihr Töne zu entlocken, so gut sie es können.
Im September 1623 beschrieb Emmanual Altham Massasoit in einem Brief:
Und nun möchte ich etwas über Massasoits Statur berichten. Er ist einer der bestaussehendsten Männer, die ich jemals in seinem Land gesehen habe, und er ist sehr mutig. Für einen Wilden ist er sehr subtil und wie die meisten seiner Männer ist er nackt, bis auf ein schwarzes Wolfsfell über seiner Schulter. Um die Mitte des Körpers trägt er eine spannenbreite, mit Perlen verzierte Kette.

## Pokanoket

Erstes Erntedankfest in Neuengland mit den Wampanoag

Nach dem Treffen im Dorf der Pilgerväter lud Massasoit die englische Delegation in sein Dorf Pokanoket ein. Myles Standish und Isaac Allerton meldeten sich freiwillig für dieses Abenteuer. Als sie in Pokanoket ankamen, überreichte ihnen Massasoit Erdnüsse und Tabak und die Engländer schenkten Massasoit einen Kessel mit Erbsen.
Die Pilgerväter unternahmen noch eine zweite Reise zu Massasoits Heimatdorf Pokanoket, um ihre Nachbarn besser kennenzulernen und den Friedensvertrag zu erweitern. Dieses Mal wurden Edward Winslow und Stephen Hopkins für die mehrere Tage dauernde Reise ausgewählt. Sie bestätigten den bestehenden Friedensvertrag und Massasoit. Zusätzlich erklärte sich Massasoit bereit, seinen Leuten Überraschungsbesuche in Plymouth zu untersagen. Es kam vermehrt vor, dass Wampanoag wegen Nahrung oder auch aus Neugier nach Plymouth kamen. Massasoit wollte auch einen Boten zu den Indianern schicken, von denen die Pilgerväter bei ihrer Ankunft Mais bekommen hatten, damit sie diesen zurückgeben konnten.
Im Frühjahr 1622 erfuhr Massasoit von Hobomoks Frau, dass Tisquantum ihn hintergangen habe. Er habe den Pilgervätern einzureden versucht, Massasoit sei nicht vertrauenswürdig.  Laut Vertrag forderte Massasoit von den Engländern, Tisquantum zur Bestrafung auszuliefern. Gouverneur William Bradford war damit nicht einverstanden und sagte, dass er auf Tisquantum trotz seines Verrates nicht verzichten könne. Massasoit wurde zornig und schickte keine Boten und Geschenke mehr in die Plymouth-Kolonie. Tisquantums Tod im November 1622 verbesserte die Lage, und die Beziehungen zwischen den Engländern und Wampanoag stabilisierten sich wieder, trotz der Unruhen in Thomas Westons Kolonie.

## Thomas Westons Kolonie
Als im Januar 1623 die Siedler in Thomas Westons Kolonie an Hunger zu sterben drohten, mussten viele von ihnen als Diener bei den Indianern arbeiten, um Nahrung für ihre Familien zu bekommen. Sie versorgten die Wampanoag mit Holz und Trinkwasser und bekamen dafür Mais und Fleisch. Doch bald stellte sich heraus, dass viele der Weißen gar nicht für die Indianer arbeiteten, sondern ohne Gegenleistung Lebensmittel stahlen. Als die Indianer sich auf den zuvor von Massasoit ausgehandelten Friedensvertrag beriefen und die Bestrafung der Diebe verlangten, beschlossen die Siedler, einen von den Weißen aufzuhängen, um die Indianer zu versöhnen. Statt den wirklich Schuldigen, einen großen, gesunden und athletischen jungen Mann zu bestrafen, der allerdings noch von Nutzen für sie sein konnte, wählten sie stattdessen einen alten, kranken Weber, der vollkommen unschuldig war, und hängten ihn auf.
Plymouth zögerte aber keineswegs, den Indianern gegenüber Gewalt anzuwenden, oft mit fragwürdiger Rechtfertigung, wie im Falle von Captain Myles Standishs Angriff auf die Indianer der Massachusetts Bay im Winter 1622/1623, als Unruhen in Thomas Westons Kolonie ausgebrochen waren. Gouverneur William Bradford rechtfertigte diesen Präventivschlag mit einer ihm berichteten Verschwörung der Massachusett-Indianer gegen Westons Leute und ebenfalls gegen die Kolonie der Pilgerväter. Bradford gab gerne zu, dass Westons Männer die Indianer bestohlen hatten, aber er akzeptierte die Ausschaltung der Verschwörer, bevor sie zuschlagen konnten. Obwohl die Information der Kolonisten über die angebliche Verschwörung von ihrem Verbündeten Massasoit stammte, muss der Historiker des 20. Jahrhunderts die Richtigkeit dieser Information anzweifeln, besonders angesichts der beständigen Furcht vor indianischen Verschwörungen und dem Ausbruch von Indianerkriegen in Neuengland.

## Massasoits Krankheit
Im März 1623 wurde Massasoit ernsthaft krank. Als die Nachricht davon nach Plymouth kam, brach Edward Winslow sofort in Hobomoks Begleitung nach Pokanoket auf. Als sie im Dorf Namasket ankamen, erhielten sie die Nachricht, Massasoit sei schon tot. Sie reisten weiter und fanden Massasoits Haus voller Besucher und Medizinmänner. Massasoit lebte, jedoch konnte er nicht sehen. Man erzählte ihm, dass der Engländer gekommen sei. Er fragte auf Algonkin, ob es Winslow sei. Als man ihm dies bestätigte, sagte er: Oh Winslow, ich werde dich nie wieder sehen können! Winslow gab ihm etwas Medizin und behandelte das Innere seines geschwollenen Mundes, denn offensichtlich hatte er irgendetwas Giftiges gegessen oder getrunken. Winslow flößte ihm Wasser und einen Sassafras-Tee ein, dessen Wirkung er offenbar von den Wampanoag her kannte. Schon nach einer halben Stunde konnte Massasoit wieder etwas sehen und es ging ihm langsam immer besser. Winslow kochte ihm eine Hühnersuppe, nach wenigen Tagen kehrte sein Appetit zurück und schließlich wurde er wieder gesund.

## Expansion der Engländer und Pequotkrieg
Um 1632 änderte Massasoit seinen Namen in Woosamequen (auch Ousame-quin oder Owssamequen).
Massasoit blieb bei seiner Haltung, die Missetaten der Weißen nicht nur hinzunehmen, sondern auch die Sachems der Nachbarvölker zu gleicher Nachgiebigkeit anzuhalten. So konnte sich die Kolonisierung des südlichen Neuenglands nahezu ungestört vollziehen: 1636 wurden die Colony of Connecticut und die Massachusetts Bay Colony gegründet, 1638 folgte die New Haven Colony, 1639 die New Hampshire Colony und 1643 die Providence Plantations an der Narragansett Bay.
Massasoit konnte seinen Stamm aus dem Pequot-Krieg (1637) heraushalten und seine Leute davon überzeugen, dass ein Krieg gegen die wachsende Macht der Engländer zu viele eigene Verluste brächte. Er hoffte, dass irgendwann der Zustrom von Einwanderern aufhören würde, denn er hatte keine Vorstellung davon, dass Europa ein schier unerschöpfliches Reservoir an Menschen besaß. Die Indianer im südlichen Neuengland waren entsetzt über die unbarmherzige Kriegsführung der Engländer, das Töten oder Versklaven aller überlebenden Pequot, davon sogar einiger, die sich freiwillig den Narragansett ergeben hatten, um in ihren Stamm aufgenommen zu werden. Der totale Sieg über die Pequot und die versuchte Ausrottung hatte einen starken depressiven Effekt auf die anderen indianischen Völker im südlichen Neuengland. Denn Vernichtung bis zur restlosen Ausrottung des Gegners war ihnen etwas bis dahin vollkommen Unbekanntes.
Kurz vor seinem Tod bat Massasoit die Autoritäten in Plymouth, seinen beiden Söhnen englische Namen zu geben. Wamsutta, der ältere Sohn, bekam den Namen Alexander und sein jüngerer Bruder, Metacomet, wurde Philip genannt, der später als King Philip bekannt wurde. Massasoit starb 1662 im Alter von über 80 Jahren.